# الشاحة (حبيش)

تعديل مصدري - تعديل

الشاحة هي إحدى قرى عزلة الجعافرة بمديرية حبيش التابعة لمحافظة إب، بلغ تعداد سكانها 196 نسمة حسب تعداد اليمن لعام 2004.